# Florence Mumba
Florence Ndepele Mwachande Mumba, née le 17 décembre 1948 à Mazabuka en Zambie, est une juge zambienne aux Chambres extraordinaires des tribunaux cambodgiens encore appelée Tribunal des Khmers rouges ou Tribunal du Cambodge. 
Elle siège au Tribunal pénal international pour l'ex-Yougoslavie, au Tribunal pénal international pour le Rwanda et à la Cour suprême en Zambie.

## Biographie

### Enfance et formations
Florence Mumba est née dans la ville Mazabuka dans la province méridionale de la Zambie en 1948. À la suite de son baccalauréat, elle obtient un diplôme en droit à la faculté de droit de l'université de Zambie en 1972.

### Carrière
Florence Mumba fait carrière dans son pays ainsi qu'à l'international. Elle entame en 1973 dans un cabinet privé en Zambie.  Elle y reste jusqu'en 1980 et est nommée en octobre de la même année juge à la Haute Cour de Zambie, devenant ainsi la première femme à occuper ce poste. En 1985, elle représente la Zambie à la Conférence sur les femmes à Nairobi et en 1994, à la Conférence régionale africaine sur les femmes au Sénégal. Nommée médiatrice en 1989, elle le reste avant d'être nommée à la Cour suprême de Zambie en 1997.
Par ailleurs en tant que membre de la Commission des Nations unies sur le statut de la femme, elle participe en 1992 à la rédaction d'une résolution à l'Assemblée générale des Nations unies pour faire inclure le viol comme crime de guerre dans la compétence des tribunaux pour crimes de guerre. Membre du conseil d'administration de l'Institut international de l'ombudsman de 1992 à 1996, elle en a été la vice-présidente de 1994 à 1996. Elle a été commissaire de la Commission internationale de juristes de 1994 à 2003.
En 1997 elle est élue juge au Tribunal pénal international pour l'ex-Yougoslavie (TPIY), où elle a été également vice-présidente de 1999 à 2001. Elle siège ensuite à la Chambre d'appel du Tribunal pénal international pour la l'ex-Yougoslavie et au Tribunal pénal international pour le Rwanda de 2003 à 2005. Elle est par ailleurs nommée en 2003 aux Chambres extraordinaires des tribunaux cambodgiens, d'abord en tant que juge international de réserve, et plus tard en tant que juge à plein temps.
En novembre 2020, elle co-préside avec Phillipe Sands un panel d'avocats internationaux qui rédige un projet de loi internationale criminalisant l'écocide.